# Mildred Lewis Rutherford
Mildred Lewis Rutherford (Athens, 16 luglio 1851 – Athens, 15 agosto 1928) è stata una storica e ideologa statunitense.
Fu una delle principali storiche degli Stati Confederati d'America, contribuendo a diffondere nella cultura americana la narrazione pro-sudista della Causa persa della Confederazione e il sostegno al Ku Klux Klan.

## Biografia
Era figlia di Williams Rutherford, professore di matematica all'Università della Georgia, e di Laura Cobb, entrambi appartenenti ad abbienti famiglie della Georgia, proprietarie terriere e di schiavi afroamericani. I suoi zii materni Howell e Thomas R. R. Cobb furono entrambi importanti politici e generali sudisti durante la guerra di secessione, e ciò indubbiamente influenzò l'orientamento politico della giovane.
Studiò presso il Lucy Cobb Institute, dedicato a una sua zia deceduta, e dopo essersi diplomata nel 1868 insegnò storia ad Atlanta e poi nella nativa Athens. Convinta sudista, divenne membro di spicco delle Figlie della Confederazione, associazione di cui fu presidente per la Georgia tra il 1899 e il 1902 e storica ufficiale tra il 1911 e il 1916. Figura peculiare e controversa, se da una parte rigettò sempre gli stereotipi di genere diventando un'abile oratrice e rifiutando sempre di sposarsi, dall'altra si dichiarò contraria al movimento delle suffragette, al voto alle donne e in generale allo stravolgimento della società tradizionale.
Divenne una delle principali ideologhe e sostenitrici della Causa Persa, movimento che puntava a nobilitare il secessionismo sudista e a ravvivarne la partecipazione nonostante la sconfitta nella guerra civile. Negli anni pubblicò diversi testi storico-ideologici, e tra il 1923 e il 1926 fu a capo del periodico mensile Miss Rutherford's Scrap Book. Si oppose strenuamente all'approvazione del XIX emendamento della Costituzione degli Stati Uniti d'America, che istituiva il suffragio femminile, e si prodigò affinché i testi scolastici a livello nazionale fossero improntati alla propaganda pro-sudista, ottenendo successo specialmente nel Profondo Sud.
Alla fine del 1927 si ammalò e fu costretta a risiedere nella sua casa di Athens, andata tuttavia distrutta in un incendio nella notte di Natale dello stesso anno; la perdita della casa e soprattutto di buona parte della sua biblioteca personale minarono definitivamente la sua salute, portandola a morire il 18 agosto 1928.

## Opere